# Alpaida moka
Alpaida moka là một loài nhện trong họ Araneidae.
Loài này thuộc chi Alpaida. Alpaida moka được Herbert Walter Levi miêu tả năm 1988.